# Муталипаси (Салерно)
Муталипаси је насеље у Италији у округу Салерно, региону Кампанија.
Према процени из 2011. у насељу је живело 14 становника. Насеље се налази на надморској висини од 50 м.